# Kermit Broscoiul
Kermit Broscoiul este unul dintre personajele Păpușilor Muppets.